# 면적기

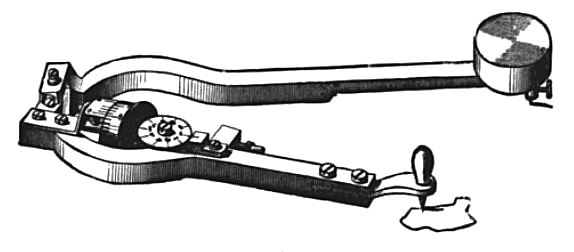
면적기. (1908)

면적기(面積器), 면적계(面積計), 구적기(求積器), 또는 플래니미터(planimeter)는 2차원 도형의 면적을 재는 측량 도구이다.
면적기의 극침을 도형의 경계선을 따라 이동시키면 면적이 구해진다. 면적기에는 극식(極式; polar planimeter)과 원반식(linear planimeter)이 있는데, 극식은 면적기의 반대쪽 끝이 고정되어 있고, 원반식은 임의의 방향으로만 이동할 수 있게 되어 있다.

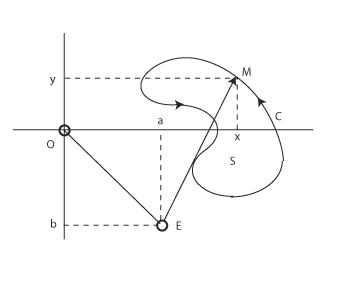
극식 면적기.
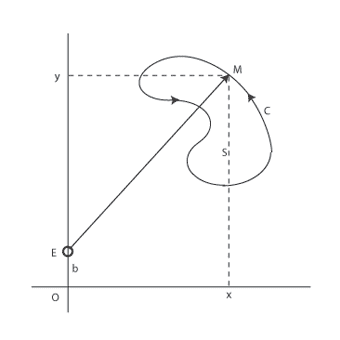
원반식 면적기.

## 역사
면적기의 개념은 1818년 요한 마르틴 헤르만(Johann Martin Hermann)이 처음으로 생각했다. 하지만 대중적으로 퍼진 것은 1854년 야콥 암슬러라퐁이 개발하면서부터였다.

## 수학적 원리
면적기의 원리는 그린 정리를 응용한 것으로, 경계선을 따라 벡터장을 선적분한 것을 면적분으로 변환할 수 있기 때문에 가능한 것이다.

## 같이 보기
- 신발끈 공식